# Autoguidovie
Auto Guidovie Italiane S.p.A., nota semplicemente come Autoguidovie o AGI, è un'azienda italiana, interamente controllata da Ranza, che gestisce servizi di trasporto pubblico locale in Lombardia ed Emilia-Romagna oltre che, tramite aziende controllate, in Piemonte e Veneto.
Fondata nel 1908 a Piacenza dall'ingegnere Alberto Laviosa, pioniere del trasporto pubblico in Italia, l'azienda ha gestito in passato la tranvia Borgo San Donnino-Salsomaggiore tra il 1923 e il 1937 e l'autoguidovia della Madonna della Guardia.

## Storia
Nel 1904 l'ingegnere Alberto Laviosa, che in precedenza aveva lavorato presso alcuni costruttori automobilistici torinesi, aprì un'officina di riparazione automezzi a Piacenza; nel 1908 Laviosa assunse direttamente l'esercizio dell'autolinea Lugagnano-Bardi, primo di una serie di collegamenti per i quali venne in seguito costituita la società Autotrasporti Alberto Laviosa Piacenza.
Nel 1920, passata la prima guerra mondiale che vide il fondatore impegnato nel Corpo automobilistico, la compagnia riprese l'attività con il nome di Autovie Alta Italia e la forma della Società Anonima, al fine di acquisire capitali. Il capitale iniziale comprendeva il garage di Crema, di 400 m² e 22 autobus (18 Itala e 4 Fiat) con carrozzeria chiusa, secondo un modello allora denominato "Omnibus". Fra le prime iniziative della nuova società a proprietà diffusa vi fu l'acquisizione di 13 nuovi autobus, 7 rimorchi e di un terreno a Piacenza nel quale venne realizzato un deposito officina nel quale era possibile anche realizzare ex novo carrozzerie e telai, diventando di fatto anche un costruttore. Il fatturato crebbe da allora soprattutto grazie all'acquisizione di nuove concessioni nella provincia di Piacenza e per il collegamento con Genova.
Una svolta importante si ebbe nel 1923, quando fu rilevato da tal Luigi Corazza l'esercizio della tranvia a vapore fra Salsomaggiore Terme e Borgo San Donnino (l'attuale Fidenza), impianto che sarebbe stato il campo di prova ideale per una nuova serie di veicoli ferrotranviari di derivazione automobilistica che da tempo era stata ipotizzata da Laviosa e che avevano portato alla realizzazione di alcuni prototipi. Il fermento innovativo di quel periodo, che portò all'ideazione di un sistema di trasporto misto ferro/gomma denominato "guidovia", portò ad un nuovo cambio di ragione sociale dell'azienda, che fu ribattezzata "Società Anonima Auto Guidovie Italiane (AGI). La tranvia di Salsomaggiore fu soppressa nel 1937, contestualmente all'inaugurazione della parallela ferrovia. Passata anche la parentesi della seconda guerra mondiale, la società iniziò un periodo di forte sviluppo a partire dal 1954, anno in cui fu soppressa la rete tranviaria di Piacenza e l'esercizio fu concesso alla società di Alberto Laviosa. Quest'ultimo morì nel 1959.
A partire dal 2007, anno in cui la società passò all'attuale nome, il servizio di trasporto pubblico dell'area sud est del bacino Milanese e dell'area del fiume Adda furono affidati per 7 anni ad Autoguidovie, che operava lo stesso con i nomi di Milano SudEst Trasporti con le linee Z e Adda Trasporti e Miobus (ex Crema Mobilità) con le linee K. Dal medesimo anno ad un consorzio denominato Brianza Trasporti, costituito da Autoguidovie e dalla società NET (subentrata a sua volta alla TPM), fu affidato un analogo contratto di servizio con la Provincia di Monza e della Brianza.

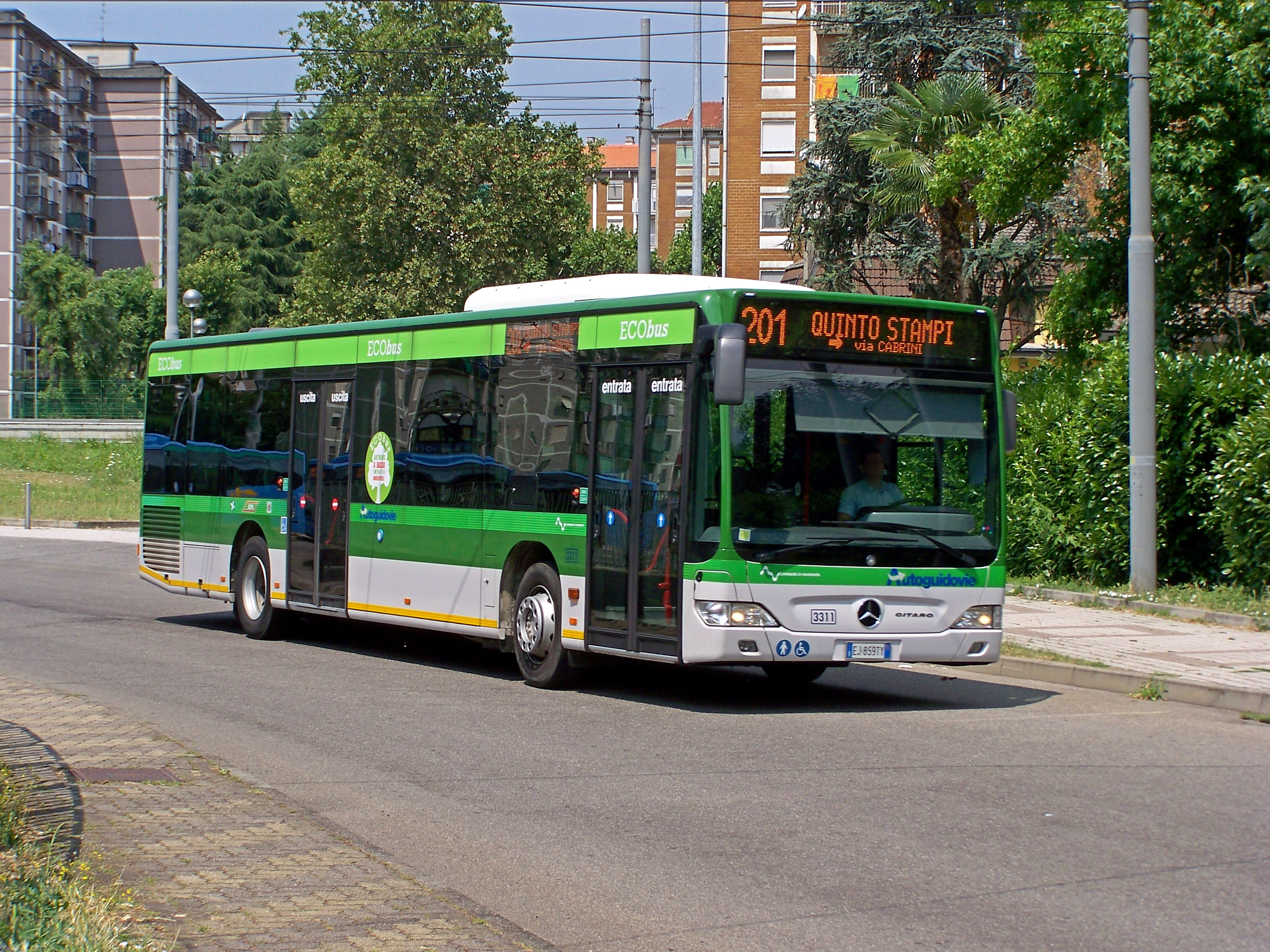
Un Mercedes-Benz Citaro in servizio sulla linea 201 a Rozzano.

Il 16 febbraio 2012 Autoguidovie ha stretto un partenariato con Busitalia - Sita Nord, a seguito del quale il suo amministratore delegato Renato Mazzoncini, dopo tre mesi, è diventato AD anche di Busitalia..
Negli anni seguenti l'azienda ha avviato una politica di notevole espansione: il 23 marzo 2015 ha acquisito il 29,5% del capitale sociale di DolomitiBus, vettore della Provincia di Belluno; nell'aprile 2016  il 48,46% di ATP Esercizio S.r.l. che opera in Liguria. Dal 1º aprile 2018 Autoguidovie acquisisce la gestione del trasporto pubblico urbano ed extraurbano di Pavia, in precedenza affidati a LINE, PMT Pavia-Milano Trasporti, STAV Vigevano, STAC ed ARFEA. Dal 4 dicembre 2019 la società ha assunto la gestione anche del trasporto urbano pubblico e scolastico di Voghera, subentrando alla SAPO. Sempre nel 2019 Autoguidovie ha acquisito la S.T.N. Società Trasporti Novaresi.
Dal 15 luglio 2019 l'azienda si unisce al nuovo sistema tariffario integrato STIBM (che sostituisce il vecchio sistema SITAM) previsto dalla Legge della Regione Lombardia 4 aprile 2012 n. 6 per i servizi del bacino di mobilità dell'area metropolitana milanese; dal successivo 1º ottobre l'azienda si uniforma alla regola secondo cui, nei comuni che fanno parte del sistema, su tutti i mezzi di tutti i gestori (ad eccezione dei treni a lunga percorrenza con prenotazione del posto) sono validi solamente i titoli di viaggio STIBM integrati, mentre sui servizi dei singoli gestori nei comuni non facenti parte dell'area STIBM valgono solamente i titoli dei singoli gestori.

## L'esercizio e la produzione di veicoli ferroviari

### Le prime automotrici termiche e le locomotive
La personale passione del fondatore Alberto Laviosa per la motorizzazione termica e il desiderio di consentire la diffusione della stessa anche nel settore ferrotranviario portò allo sviluppo di numerosi prototipi di veicolo che rappresentarono di fatto alcune fra le prime realizzazioni di automotrici termiche.
Acquisito l'esercizio della tranvia Salsomaggiore Terme-Borgo San Donnino, fra il 1923 e il 1925 sulla stessa furono immessi in esercizio 3 rotabili. Le automotrici T1-T2 erano veicoli a 2 assi, dal peso assiale estremamente ridotto, dotate di motorizzazione a benzina e soluzioni tecniche analoghe a quelle dei coevi progetti di altri costruttori. Per la T2, nel 1942 fu ipotizzato il riutilizzo come rimorchiata per il trasporto delle maestranze lungo la ferrovia mineraria Giuncarico-Ribolla.
La T3 era invece un vero e proprio autotreno, un originale veicolo articolato a 2 casse poggianti su 3 carrelli, di cui quello intermedio motorizzato, che fu brevettato dallo stesso Laviosa. Alla chiusura della tranvia il veicolo fu ceduto alla TBPM per l'esercizio sulle proprie linee per Pieve di Cento e Malalbergo. Lo stesso fu infine utilizzato come base per la costruzione delle due rimorchiate C206-C207 della ferrovia Pracchia-Mammiano (FAP).
Sempre per la tranvia Fidenza-Salsomaggiore, fra il 1928 e il 1930 Laviosa realizzò una locomotiva a ciclo Otto utilizzando telaio, rodiggio e parti meccaniche provenienti da una locomotiva a vapore Dick, Kerr & Co Ltd. La stessa fu in seguito ceduta allo zuccherificio di Casalmaggiore per le manovre all'interno del proprio stabilimento.
Due ulteriori automotrici diesel della potenza di 58 kW, denominate T5 secondo le fonti bibliografiche disponibili, furono sperimentate con scarso successo, nel 1931, sulla Tranvia di Massa poco prima della sua chiusura; per le stesse fu ipotizzato il riutilizzo, previo cambio di scartamento, presso la Ferrovia Massa Marittima-Follonica (FMF), poi non attuato.
Da un carteggio del 1933 si trova traccia di un altro veicolo, costruito nel 1929 e che sarebbe stato destinato alle tranvie di Saluzzo benché da queste non utilizzato in servizio regolare; per lo stesso fu proposta la cessione, poi non attuata, ad una società che avrebbe voluto riattivare l'esercizio delle tranvie Astesi - Monferrine (SAMTF).

### La guidovia

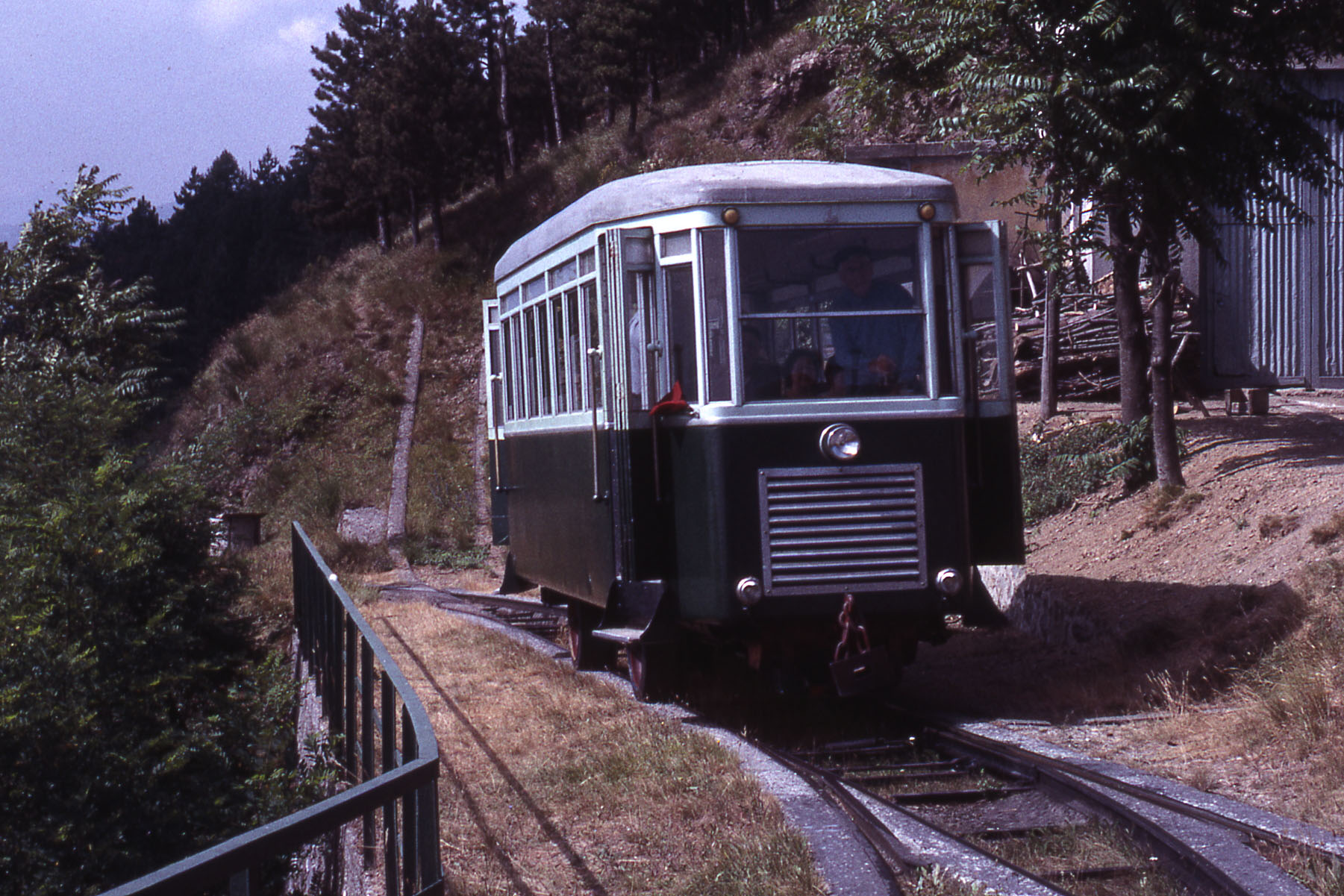
Vettura in sosta alla stazione del Santuario, nel 1965.

Nel 1922 Alberto Laviosa presentò al consiglio di amministrazione la proposta di curare la progettazione, la produzione e la gestione del nuovo sistema di trasporto da lui inventato e battezzato con il nome di "guidovia". Così si esprime il verbale del consiglio direttivo del novembre di tale anno: L'Amministratore delegato (...) crede che sarebbe opportuno procedere ad un esperimento il quale dovrebbe consistere nell'attuare 150 metri di guidovie nell'interno del cortile dove si trova l'officina della Società e nel fondo vicino di proprietà Laviosa.
L'innovazione consisteva in un impianto ibrido fra una tramvia extraurbana o una ferrovia locale e una linea automobilistica, grazie all'impiego di veicoli appositamente realizzati dotati di motore a combustione interna (ai tempi la trazione a vapore risultava ancora predominante) e di ruote che oltre a possedere un normale bordino ferroviario erano rivestite in gomma piena al fine di utilizzare quale piano di rotolamento una pista di calcestruzzo appositamente predisposta a lato delle rotaie, conferendo a queste ultime il solo ruolo di guida, analogamente a quanto avviene sulle attuali metropolitane su pneumatici.
Approvata la proposta di Laviosa, si realizzò dunque un prototipo, che fu provato sull'auspicata pista di prova sociale, il quale funse da banco di prova per la successiva costruzione di 11 veicoli commissionati dalla Società Anonima Ferrovia Santuario della Guardia, costituita per l'esercizio di un impianto costruito col sistema Laviosa che prese conseguentemente il nome di Autoguidovia della Madonna della Guardia.

### Veicoli ferrotranviari - prospetto di sintesi
| Denominazione | Costruzione | Tipologia                                           | Note                                                                                                   |
| ------------- | ----------- | --------------------------------------------------- | --- |
| T1÷T2         | 1923        | automotrici a 2 assi                                | In servizio sulla Fidenza-Salsomaggiore                                                                |
| T3            | 1923        | autotreno a due casse, 3 carrelli                   | In servizio sulla Fidenza-Salsomaggiore, poi presso la TBPM, poi trasformata in rimorchiate per la FAP |
| T5 (2 unità)  | 1931        | automotrici a 2 assi                                | Sperimentate sulla tranvia di Massa                                                                    |
| 1920          | prototipo   | Automotrice a 2 assi, sistema Laviosa               | Utilizzata per test sulla pista sociale                                                                |
| 1÷8           | 1929        | Automotrici a 2 assi, sistema Laviosa               | In servizio a Genova                                                                                   |
| 9÷10          | 1929        | Automotrici "giardiniera" a 2 assi, sistema Laviosa | In servizio a Genova                                                                                   |
| 11            | 1955        | Automotrice a 2 assi, sistema Laviosa               | In servizio a Genova                                                                                   |
| T4            | 1928-30     | Locomotiva a 3 assi                                 | In servizio sulla Fidenza-Salsomaggiore, poi presso lo zuccherificio di Casalmaggiore                  |

## Il parco mezzi
Per quanto riguarda il servizio urbano di Pavia, Autoguidovie utilizza una flotta di Mercedes-Benz Citaro e Mercedes-Benz Sprinter di colorazione bianco-verde, mentre per il servizio extraurbano che gravita intorno a Pavia utilizza dei Setra MultiClass S 416 UL Business ed IvecoBus Crossway di colorazione blu-verde, oltre ai mezzi utilizzati in precedenza dalle compagnie rimpiazzate (Mercedes-Benz Integro, Irisbus Crossway e raramente Irisbus Axer per le linee interurbane, Irisbus Citelis e Otokar Kent per quelle urbane).
Per quanto riguarda i servizi attorno a Milano, vengono utilizzati principalmente Mercedes-Benz Citaro e gli stessi IvecoBus Crossway in colorazione blu-verde.
Per il servizio nell'area di Cremona vengono principalmente utilizzati Mercedes-Benz Intouro e altri mezzi simili.
Le linee in subappalto per ATM utilizzano Iveco Cityclass (non più in esercizio) e Irisbus Citelis presi dalla stessa ATM Milano, Scania Omnicity (non più in esercizio) e Mercedes-Benz Citaro di cui alcuni sono in colorazione verde-bianco simile alla livrea milanese. Recentemente sono entrati in servizio altri Mercedes-Benz Citaro in versione ibrida in colorazione verde-bianco.